# 한강 하류 재두루미 도래지
한강 하류 재두루미 도래지(漢江下流 - 渡來地)는 대한민국의 천연기념물 제 250호이다.
- 한강 하류 재두루미 도래지 보관됨 2007-09-29 - 웨이백 머신 - 남북의 천연기념물
- 한강 하류 재두루미 도래지 - 문화재청